# Проект FUBELT
Проект FUBELT — названия ряда операций ЦРУ, направленных на подрыв работы правительства Сальвадора Альенде и организации военного переворота в Чили.
Основные моменты проекта освещены в рассекреченных американских правительственных документах, выпущенных Архивом национальной безопасности 11 сентября 1998 года, спустя 25 лет после переворота, а также в бумагах, раскрытых к 1975 по запросу конгресса.
Записи и отчеты ЦРУ о проекте FUBELT включают:
- встречи между Госсекретарем Соединенных Штатов Генри Киссинджером и чиновниками ЦРУ;
- телеграммы ЦРУ к его отделению в Сантьяго;
- резюме секретных ЦРУ действия в 1970 года — детализация решений и операций, направленных на:

- срыв выборов Сальвадора Альенде в сентябре 1970,
- организацию военного переворота, который привел к власти Аугусто Пиночета,
- поддержку военной хунты в первые годы её правления.

Документы доказывают ложность заявлений Ричарда Никсона и Генри Киссинджера об отмене планов по свержению Альенде.